# Квір-гетеросексуальність
Квір-гетеросексуальність — це гетеросексуальна практика або ідентичність, яку суперечливо називають квір — термін, який традиційно використовувався для опису окремих людей або всього, що є дивним, різним та незвичним. Ця концепція вперше з'явилась в середині 1990-х років в рамках радикального фемінізму , як позитивна ідентифікація була озвучена Клайдом Смітом у роботі, виголошеній на конференції в Амстердамі у 1997 році;  у 2003 році The Village Voice опублікував статтю під назвою "The Queer Heterosexual", яку з того часу цитували інші, використовуючи цей термін. 
Стверджується, що "дивна гетеросексуальність" складається з гетеросексуальних осіб, які демонструють нетрадиційні гендерні вирази або які приймають гендерні ролі, які відрізняються від гегемоністської маскулінності та жіночності. «Квір-парасолька»  — це термін, що використовується для опису тих, хто не є гетеросексуалом, або осіб, які сприймаються як чоловічні жінки чи жіночні чоловіки.
Думка про те, що будь-яких гетеросексуалів можна назвати "диваками", дуже спірна.  Деякі представники ЛГБТК + спільноти вважають використання терміна "квір" гетеросексуальними людьми образливим привласненням. Залучення людей, котрі, як вважають, не зазнають утисків щодо своєї сексуальної орієнтації або гендерної ідентичності та привласнюють аспекти квір-ідентичності, що сприймається як "модна", може призвести до нехтування гнобленням тих, чию культуру вони привласнюють.  

## Феміністична критика та квір-теорія
Кітцінгер та Вілкінсон стверджували, що реабілітація гетеросексуальності через "квір-гетеросексуальність" як "концепцію, похідну від постмодерністської та квір-теорії"  розглядається як недосконала з радикального феміністичного погляду.  «Queer-гетеросексуальність» називається дестабілізацією всіх таких категорій та переходом до світу, де такі категорії, як «гетеросексуальність», стають зайвими. Квір-теорія  була створена для розуміння понять статі, крім бінарного — чоловічого та жіночого.
У статті 2004 року Аннет Шліхтер описує дискурс про квір-гетеросексуальність як мету, спрямовану на "де- та можливу реконструкцію гетеросексуальної суб'єктивності шляхом прямого прагнення авторів ідентифікувати себе як квір". 
Поставивши питання про те, чи є ідея гомосексуальної "заразності" обов'язково гомофобною, Гай Девідсон використовує статтю Village Voice як приклад того, як ідея квір-гетеросексуалізму може мати "політично позитивні наслідки".  
У "Straight write queer" автори визнають, що квір-гетеросексуали лише починають виходити з шафи, в книзі наводяться приклади з історичної та сучасної літератури: анахорети, маркіз де Сад та Алджернон Чарльз Свінберн. "Чоловічий мазохізм відмовляється від мужності, що базується на фалічному володінні, і, отже, стає стратегічним місцем для квір-гетеросексуального опору гетеронормативності". 

## Експертиза мужності
У 2005 році Роберт Хізлі досліджував квір-гетеросексуальність серед групи чоловіків, яких він ідентифікує як "straight-queer males" (прямолінійні самці).  За словами Хізлі, ці чоловіки є самоідентифікованими гетеросексуалами, котрі не вважають соціальні простори, де панують традиційно чоловічі особистості, комфортними. Хізлі вважає, що недостатнє розуміння маскулінності можна усунути, створивши термінологію для опису негегемоністської чоловічої поведінки. Він перелічує поведінку, яка може бути притаманна "прямолінійним самцям": платонічне обіймання, тримання за руки, емоційна відкритість.
Чоловіки, яких опитували щодо їх "переважно прямолінійної" поведінки, давали різні причини для своєї самоідентифікації: одні відчували себе примушеними традиційними моделями гендеру та сексуальної орієнтації, інші вважали чоловіків привабливими. Деякі мали незначний сексуальний інтерес до чоловіків, але не бажали романтичних одностатевих стосунків або статевих зносин, тоді як інші відчували романтичний, але не сексуальний інтерес до інших чоловіків. 

## Дискусія
Оскільки поняття "квір" зазвичай визначається як синонім ЛГБТК+  або як "не гетеросексуальний",  термін "квір-гетеросексуал" вважається суперечливим.  Деякі ЛГБТК+ особи не схвалюють привласнення "квір" цисгендерними гетеросексуальними особами, оскільки цей термін використовувався для придушення ЛГБТК+ людей.   Знаменитості, що самоідентифікуються як квір, також стикаються з негативною реакцією, дехто стверджує, що їх особистість являє собою "гру" з "модними" частинами ЛГБТК+, не мусячи страждати від утисків, тим самим ослабляючи боротьбу, яку переживають квір-люди. 
Критики порівнюють використання цього терміна із такими знаменитостями, як Мадонна, яка використала танець Vogue — стиль, що походить від геїв, особливо кольорових геїв — у своїх виступах, наважуючись на його використання там, де не змогли засновники стилю.  Даніель Гарріс, автор книги "Підйом і падіння гей-культури", сказав, що у людей, які називають себе "квір-гетеросексуалом", створюється враження, що вони роблять щось сміливе... Мені трохи погано, що прямолінійні чоловіки будуть використовувати ці терміни ". Скай Гілберт називав Кальвіна Томаса "маленьким гетеросексуальним чоловіком, який відчайдушно бажає стати членом гей-спільноти". 